# Даугодай
Даугодай (Daugodai) — хутір у Литві, Расейняйський район, Расейняйське староство, знаходиться за 2 км від села Каулакяй, поруч протікає річка Дубіса, неподалік пролягає дорога Расейняй — Байсогала. 2011 року в Даугірденаї проживало 17 людей.

## Принагідно
- Daugodai

| Литва | Це незавершена стаття з географії Литви. Ви можете допомогти проєкту, виправивши або дописавши її. |